# Kaninholmen
Kaninholmen est une île norvégienne du comté de Hordaland appartenant administrativement à Bergen.

## Description
Rocheuse et couverte d'arbres, elle s'étend sur environ 353 m de longueur pour une largeur approximative de 111 m. Elle est traversée sur toute sa longueur par l'autoroute E39. 